# Tom Cordes
Tom Cordes (De Ronde Venen, 30 maggio 1966) è un ex ciclista su strada e pistard olandese.
Professionista dal 1989 al 1993, vincitore di una tappa alla Vuelta a España.

## Carriera
Tra le sue vittorie figurano tappe del Tour de Pologne (1988), del Giro di Svezia (1988), del Giro di Galizia (1989), e della Volta a la Comunitat Valenciana

## Palmarès

### Strada
- 1989

4ª tappa Giro della Galizia
2ª tappa Volta a la Comunidad Valenciana
- 1990

Gran Premio di Valencia
Classifica generale Volta a la Comunidad Valenciana
Classifica generale Vuelta a Murcia
- 1992

16ª tappa Vuelta a España

### Pista
- 1990

Campionato olandese 100km a squadre

## Piazzamenti

### Grandi Giri
- Giro d'Italia

1996: ritirato
- Tour de France

1993: 118º
- Vuelta a España

1991: 12°
1992: 33°
1995: 86°

### Classiche monumento
- Milano-Sanremo

1991: 80º
1992: 61º
- Parigi-Roubaix

1992: 38º